# Ghetto de Skierniewice
Le ghetto de Skierniewice est un ghetto juif créé par les nazis en octobre 1940 à Skierniewice, alors dans le district de Varsovie du Gouvernement général de Pologne, et disparu au début de l'année 1941, après le départ de ses 6 000 habitants, pour la plupart vers le ghetto de Varsovie.

## Histoire

### Occupation allemande
Skierniewice est une ville polonaise de la voïvodie de Łódź, située approximativement à mi-chemin entre Łódź et Varsovie. Elle compte environ 4 300 Juifs avant la Seconde Guerre mondiale,, soit un cinquième de la population. Les troupes allemandes investissent la commune dans les premiers jours de la campagne de Pologne, le 9 septembre 1939 (ou la veille,) ; Skierniewice dépend dès lors du district de Varsovie du Gouvernement général de Pologne contrôlé par l'Allemagne. La population juive de Skierniewice est d'emblée sujette à des persécutions, sous la forme d'humiliations publiques et de spoliations ; la synagogue principale est en outre brûlée d'ici la fin de l'année 1939,,.
Fin octobre 1939, le chef du district (Kreishauptmann) impose aux Juifs le port d'un brassard distinctif, et établit un conseil juif local (Judenrat), chargé de remplir les quotas de travailleurs forcés établis quotidiennement par les forces allemandes pour la gare, les casernes militaires et la municipalité.
Au cours de l'année 1940, environ 2 000 Juifs déportés ou déplacés depuis Łódź et les localités environnantes — annexées à l'Allemagne au sein du Reichsgau Wartheland — s'installent à Skierniewice, y portant la population juive à environ 6 500 personnes,.

### Création du ghetto puis évacuation vers celui de Varsovie
La création d'un ghetto est annoncée par le Kreishauptmann le 15 octobre 1940 et les Juifs disposent d'un délai d'un mois pour s'y installer, les appartements leur étant attribués par le Judenrat. Situé dans le quartier le plus délabré de la ville, le ghetto est ceint d'une clôture et a son entrée rue Raweska ; il a pour particularité d'être scindé en deux par la rue « aryenne » (c'est-à-dire hors-ghetto) Batorego, enjambée par une passerelle piétonne en bois qui assure la continuité du ghetto juif. Surpeuplé, il est sujet à de mauvaises conditions sanitaires (absence de chauffage et d'eau courante dans certaines maisons, pas d'évacuation des eaux usées...) ; il compte un bureau de poste et un hôpital,.
Quelques mois après la création du ghetto, dès janvier ou février 1941, les plus de 6 000 Juifs se voient ordonner de le quitter pour rejoindre le ghetto de Varsovie d'ici le 3 mars 1941 ; le Judenrat, comprenant la déportation à venir, aurait en effet demandé aux Allemands de laisser les Juifs quitter la ville par eux-mêmes. En mars, seuls 180 Juifs demeurent à Skierniewice.
À Varsovie, nombre des Juifs de Skierniewice périssent de famine ou de maladie dans les mois qui suivent leur arrivée, et l'essentiel de l'effectif ayant survécu jusqu'alors est acheminé à l'été 1942 au centre d'extermination de Treblinka. Seuls 43 Juifs reviennent à Skierniewice à l'issue de la guerre.

## Judenrat
Le Judenrat est établi par le Kreishauptmann en octobre 1939. Composé de 12 ou 24 personnes (selon les sources), dont la quasi-totalité des membres d'un comité d'assistance instauré par la communauté juive après le début de l'occupation, le conseil juif est dirigé par Herman Guzik, un enseignant, épaulé par Alter Lewkowicz,. Dès 1939, il est chargé par les Allemands de remplir des quotas de Juifs pour les travaux forcés ; il met en place un système qui permet de s'y soustraire contre paiement et remplacement par un autre Juif, rémunéré 5 złotys par jour.
Fin 1940, le conseil juif fournit à plus de 1 300 Juifs, notamment ceux arrivés à Skierniewice durant l'année dans des conditions précaires, une aide sociale : grâce à un financement de l'organisation caritative American Jewish Joint Distribution Committee, il établit notamment une infirmerie et une cantine publique pour les réfugiés, auxquels il fournit également des lits et des poêles.
Le Judenrat est doté d'une police juive, commandée par un membre du Judenrat et composée de 25 membres en août 1940. Elle est décrite comme ne collaborant pas avec les Allemands et aidant la population du ghetto à se procurer de la nourriture,.